# Thourie
Thourie település Franciaországban, Ille-et-Vilaine megyében. Lakosainak száma 857 fő (2022. január 1.). Thourie Coësmes, La Couyère, Ercé-en-Lamée, Lalleu, Martigné-Ferchaud, Teillay, Fercé és Soulvache községekkel határos.

## Népesség
A település népessége az elmúlt években az alábbi módon változott:
| Lakosok száma | 828  | 591  | 501  | 660  | 736  | 783  | 802  | 837  | 854  | 857  |
|               | 1968 | 1982 | 1990 | 2006 | 2013 | 2015 | 2017 | 2019 | 2020 | 2022 |